# Varzielas
Varzielas ist ein Ort und eine ehemalige Gemeinde (Freguesia) im portugiesischen Kreis Oliveira de Frades. Die Gemeinde hatte 359 Einwohner (Stand 30. Juni 2011).
Am 29. September 2013 wurden die Gemeinden Varzielas und Arca zur neuen Gemeinde União das Freguesias de Arca e Varzielas zusammengeschlossen.